# Pilar Santiago Bilbao
Pilar Santiago Bilbao   (Barruelo de Santullán, 1914 - Barcelona, 3 de juny de 1998) coneguda també com Pilar Trueta, va ser una mestra espanyola, militant del Partit Obrer d'Unificació Marxista (POUM) i exiliada a Mèxic.

## Biografia
Nascuda a la província de Palència, el seu pare, ferroviari de professió, va ser traslladat a Barcelona el 1916. La família es va establir al barri de Sant Andreu de Palomar. Va cursar estudis primaris, basats en el mètode de l'Escola Moderna, a l'Ateneu Obrer de Sant Andreu. El 1929 va ingressar a l'Escola Normal de Mestres i va acabar la carrera de Magisteri el 1933. Va fer de mestra, entre altres llocs, a l'Ateneu Obrer on s'havia educat. Va militar al Bloc Obrer i Camperol, i al sindicat de la Federació Espanyola de Treballadors de l'Ensenyament (FETE-UGT). Aquell mateix any va ingressar al POUM i allà va conèixer el mestre Joan Hervàs amb el qual es va casar. Com a membre del Comitè Central de la Joventut del POUM, va desenvolupar una intensa activitat propagandística al costat d'Andreu Nin i Wilebaldo Solano. Va formar part del Secretariat femení del partit i va treballar colze a colze amb Maria Teresa Garcia Banus, coneguda com Teresa Andrade. En esclatar la Guerra Civil, va col·laborar a la revista Emancipació i va participar en nombrosos mítings. També es va encarregar, a partir dels Fets de Maig de 1937, del repartiment del periòdic clandestí La Batalla.
Després de l'assassinat del seu marit Joan Hervàs al Front d'Aragó, el març de 1938, en plena repressió contra el POUM, Pilar Santiago va ser detinguda i després de passar per diverses txeques, va ser ingressada a la Presó de dones de Les Corts fins al 13 d'agost, en què va ser alliberada. Es va traslladar a Lió, on va treballar de mestra en una escola infantil. A partir de 1939 va residir a París i va establir contacte amb el Partit Socialista Ouvrier et Paysan (PSOP) francès.
En 1942 es va casar amb Rafael Trueta Raspall (metge i germà del traumatòleg Josep Trueta Raspall) i van emigrar a Mèxic amb la seva filla Helena (fruit del seu primer matrimoni), a bord del vaixell Nyassa, que va arribar al port de Veracruz el maig d'aquell any. Allí el matrimoni va muntar un taller de confecció de nines i bosses de roba, que li va permetre a ell obrir un consultori i exercir la medicina. Pilar Santiago va estudiar la carrera de Biblioteconomia i Arxivística a l'Escola Normal Superior de Mèxic i més tard la carrera d'Història. Després d'obtenir el títol el 1948, va treballar als matins en el Col·legi Madrid, a les tardes a l'escola estatal «Els Nens Herois» El seu marit Rafael Trueta, disset anys més gran que ella, amb el qual havia tingut el segon fill Rafael, va morir a Cuernavaca el 1958.
A partir de 1984, any de la seva jubilació, Pilar Santiago va viatjar sovint a Barcelona. Entre altres activitats, va assessorar el director de cinema Ken Loach en la preparació del rodatge de la pel·lícula Terra i Llibertat. Va morir el 3 de juny de 1998, als vuitanta-tres anys.
L'Ajuntament de Barcelona, dintre del pla de feminització del nomenclàtor ciutadà, va acordar en el plenari del districte de Sant Andreu del 5 maig de 2024, dedicar a Pilar Santiago Bilbao un passatge, situat al barri de la Sagrera, entre el carrer Concepción Arenal i l'avinguda Meridiana.

## Associació Les dones del 36

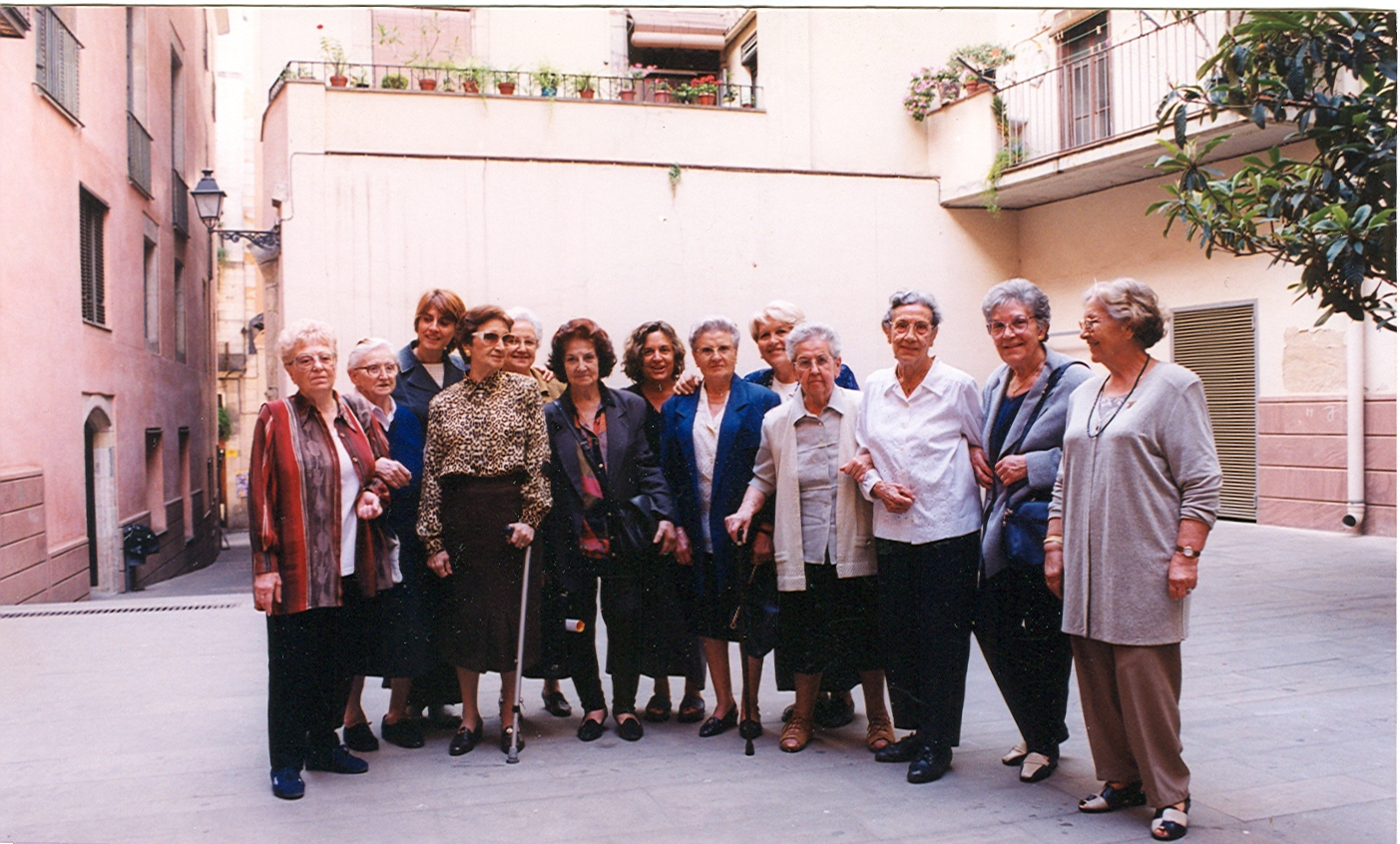
Les dones del 36

En 1997, l'activista Llum Ventura, aleshores consellera del districte de Ciutat Vella, juntament amb Pilar Santiago i un grup de dones més grans de vuitanta anys, ex preses i represaliades, van constituir l'Associació Les Dones del 36 amb la finalitat de recordar a les noves generacions que els avenços polítics i socials dels quals avui gaudeix la dona, daten d'una lluita que es fa palesa el 1931 amb l'adveniment de la República.Així mateix, per a intentar que la història no caigui en l'oblit, durant els deu anys que va durar l'associació, van dur a terme 179 xerrades en instituts, 35 en universitats, 185 entrevistes personals, a més d'intervencions en programes de ràdio, documentals etc.
L'associació es va dissoldre l'any 2006 donada l'edat de les associades.

### El fons oral
El testimoniatge oral de Pilar Santiago va ser recollit, juntament amb el de vuit dones més, per la historiadora Mercedes Vilanova i l'antropòloga Mercedes Fernández Martorell. El material va ser cedit, el 1997, a l'Arxiu Històric de la Ciutat de Barcelona i des de llavors, pot ser consultat en la col·lecció Fons oral Dones del 36.